# Martin Ritt
Martin Ritt (Nova Iorque, 2 de março de 1914 — Santa Monica, 8 de dezembro de 1990) foi um diretor de cinema norte-americano.

## Biografia
Filho de imigrantes russos, ele começou sua carreira na década de 1930. Serviu na Segunda Guerra Mundial e, ao final da guerra, iniciou seu trabalho na televisão norte-americana, onde atuou e dirigiu mais de cem peças e programas.
Foi professor da Actors Studio e teve como alunos Paul Newman e Joanne Woodward. A estréia como diretor de cinema aconteceu em 1956, com Um Homem de Três Metros de Altura, estrelado por John Cassavetes.
O sucesso mundial chegou em 1979 com Norma Rae, estrelado por Sally Field, que ganhou Oscar e foi premiado no Festival de Cannes.

## Filmografia
- 1990 - Stanley & Iris
- 1987 - Nuts
- 1985 - Murphy's Romance
- 1983 - Cross Creek
- 1981 - Back Roads
- 1979 - Norma Rae
- 1978 - Casey's Shadow
- 1976 - The Front
- 1974 - Conrack
- 1972 - Pete 'n' Tillie
- 1972 - Sounder
- 1970 - The Great White Hope
- 1970 - The Molly Maguires
- 1968 - The Brotherhood
- 1967 - Hombre
- 1965 - The Spy Who Came in from the Cold
- 1964 - The Outrage
- 1963 - Hud
- 1962 - Hemingway's Adventures of a Young Man
- 1961 - Paris Blues
- 1960 - 5 Branded Women
- 1959 - The Sound and the Fury
- 1958 - The Black Orchid
- 1956 - The Long Hot Summer
- 1957 - No Down Payment
- 1957 - Edge of the City

## Prémios
- Recebeu uma nomeação ao Óscar de melhor diretor por Hud.
- Recebeu uma nomeação ao Globo de Ouro de Melhor Diretor por Hud.
- Ganhou o Grande Prémio Técnico, no Festival de Cannes, por Norma Rae.
- Ganhou o Prémio OCIC, no Festival de Veneza, por Hud.